# Panicum peteri
Panicum peteri är en gräsart som beskrevs av Pilg.. Panicum peteri ingår i släktet vipphirser, och familjen gräs. Inga underarter finns listade i Catalogue of Life.